# Jean Beaugrand
Pour les articles homonymes, voir Beaugrand.
Jean Beaugrand est un architecte français ayant œuvré en région parisienne dans les années 1930.

## Biographie
Jean Beaugrand a travaillé dans un premier temps pour Robert Mallet-Stevens.
À partir de 1928, il commence à réaliser des bâtiments en son nom propre, marqués par le mouvement moderne.

## Réalisations
- 1928 : atelier Plas, 43, avenue Richaud, 94110 Arcueil[2].
- 1928 : villa Dompenon, 17, rue du Lieutenant-Chauré, 75020 Paris[3].
- 1929 : Splendide Garage Saint Germain, 29, rue de Poissy, 75005 Paris[4].
- 1931 : immeuble, 17, rue des Acacias, 75017 Paris.
- 1937 : immeuble, 38, rue Godot-de-Mauroy, 75009 Paris[5].
- 1957 : immeuble, 34 bis, rue Laborde, 75008 Paris.

## Galerie

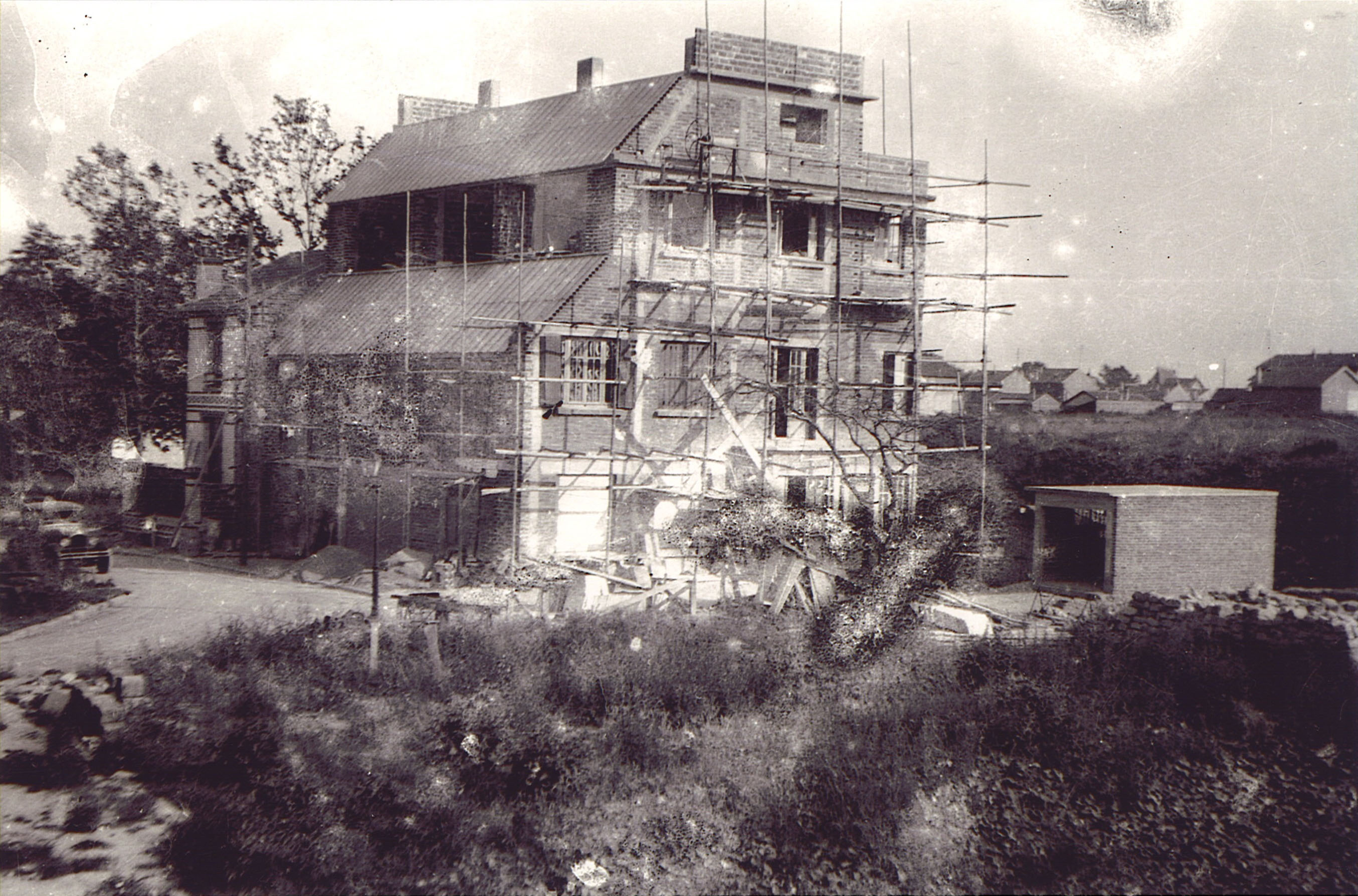
Construction de l'atelier Plas (1928).
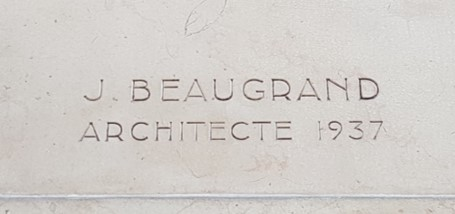
Signature au 38, rue Godot-de-Mauroy.